# Unitat perifèrica de Préveza
La unitat perifèrica de Préveza (en grec: Nομός Πρέβεζας) és una unitat perifèrica de Grècia que forma part de la perifèria o regió de l'Epir. La capital és la ciutat de Préveza. Correspon a l'antiga prefectura de Préveza. Aquesta prefectura va ser creada el 1913 quan la resta de la regió de l'Epir va passar a ser territori sota jurisdicció grega després de la conclusió de la Primera Guerra dels Balcans.